# Гурка (Любартівський повіт)
Гурка (пол. Górka) — село в Польщі, у гміні Коцьк Любартівського повіту Люблінського воєводства.
Населення — 595 осіб (2011).

## Демографія
Демографічна структура станом на 31 березня 2011 року:
|          | Загалом | Допрацездатний вік | Працездатний вік | Постпрацездатний вік |
| -------- | ------- | ------------------ | ---------------- | -------------------- |
| Чоловіки | 298     | 57                 | 212              | 29                   |
| Жінки    | 297     | 67                 | 164              | 66                   |
| Разом    | 595     | 124                | 376              | 95                   |